# Portada/article febrer 10

## Lluís Domènech i Montaner
Lluís Domènech i Montaner (Barcelona, 21 de desembre de 1850 – 27 de desembre de 1923) fou un arquitecte, historiador, humanista i polític català, dissenyador de tipografies i enquadernacions de llibres i il·lustrador. Fou un dels principals protagonistes del Modernisme català. Com a arquitecte, es va avançar a les propostes arquitectòniques europees, amb un llenguatge innovador i una arquitectura fonamentada en un nou concepte integrador de totes les arts. Algunes de les seves obres són Patrimoni de la Humanitat.